# Alfonso de Valdés
Pour les articles homonymes, voir Valdés.
Alfonso de Valdés (1490-1532) est un humaniste espagnol du XVIe siècle. Secrétaire impérial, il est le frère de Juan de Valdés.

## Biographie
Proche de Charles Quint, Alfonso de Valdés est considéré comme l'un des représentants majeurs du courant érasmiste en Espagne. Il dénonce l'hypocrisie des ecclésiastiques et l'opulence dans laquelle ils vivent, justifiant ainsi la mise à sac de Rome par les troupes de Charles Quint dans son œuvre Diálogo de Lactancio y un Arcediano o Diálogo de las cosas ocurridas en Roma. Il contribue par ailleurs à légitimer la colonisation de l'Amérique dans le Diálogo de Mercurio y Carón.
Il aurait probablement étudié à Alcala de Henares, mais l'on sait qu'il devait son importante culture à l'humaniste Pierre Martyr d'Anghiera. À partir de 1526, il devient secrétaire des lettres latines de Charles Ier d'Espagne.
Ses deux œuvres,  Diálogo de Lactancio y un Arcediano o Diálogo de las cosas ocurridas en Roma (Dialogue des choses arrivés à Rome) et Le Dialogue de Mercure et Caron sont des discours dans lesquels il défend la politique de l'empereur Charles Quint et tente de faire passer la pensée érasmiste avant que celle-ci ne soit censurée au milieu du siècle suivant. Son idéal chrétien et érasmiste englobe tous les aspects de la vie.
Conformément à sa pensée utopique, il prétendait créer un monde nouveau. Ainsi, dans le dialogue de Lactancio il montre sa vision du destin du monde, avec au centre un empereur et un pape, personnes spirituelles qui doivent gouverner le peuple du Christ.
À la suite d'une recherche approfondie, le professeur Rosa Navarro Duran émet l'hypothèse qu'Alfonso de Valdes puisse être l'auteur de La Vie de Lazarillo de Tormes, le roman picaresque publié anonymement en 1554 à Burgos.